# Station Langlete
Station Langlete is een halte in Langlete in de gemeente Holtålen in fylke Trøndelag  in  Noorwegen. Het station ligt aan Rørosbanen. Langlete dateert uit 1877. In 1960 werd het station gedegradeerd tot halte.